# جيف ألين (لاعب كرة قدم أمريكية)
جيف ألين (بالإنجليزية: Jeff Allen)‏ هو لاعب كرة قدم أمريكية أمريكي، ولد في 8 يناير 1990 في شيكاغو في الولايات المتحدة.

## وصلات خارجية
- جيف ألين على موقع مرجع كرة القدم المحترفة.كوم (الإنجليزية)